# セントラルキッチン

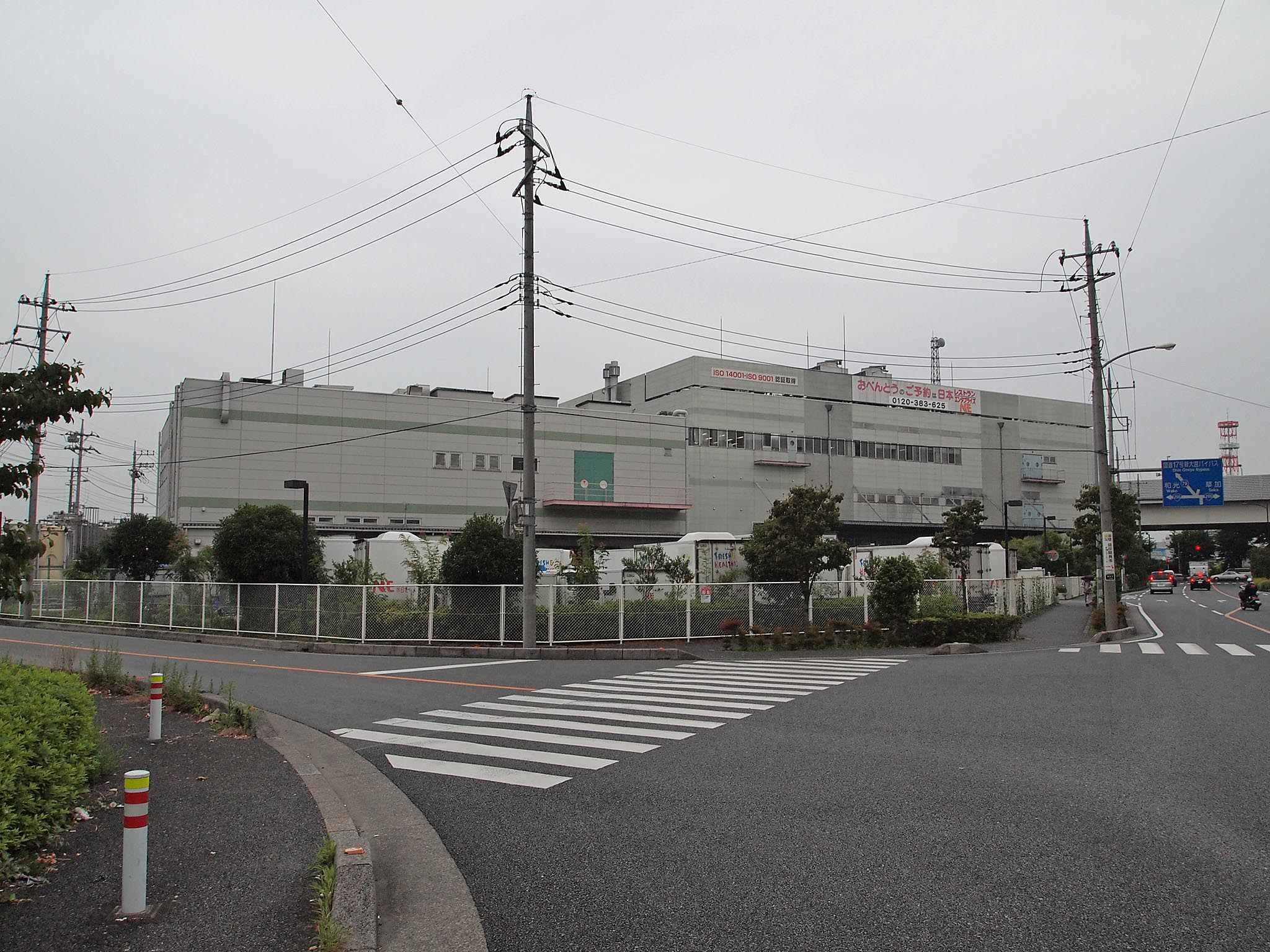
セントラルキッチンの例（JR東日本クロスステーション北戸田工場）

セントラルキッチン（英語: central kitchen、集中調理施設）とは、複数のレストラン・学校・病院などの大量に料理を提供する必要のある外食産業や施設の調理を一手に引き受ける施設である。
学校給食や病院食などの給食の場合には給食センターと呼ばれる。なお冷蔵・冷凍状態で出荷する施設の場合は、特にクックチルセンターと呼ばれる。

## 概要
セントラルキッチン化することによる規模のメリットとは、以下のようなものが挙げられる。
- 調理手順による作業の空き時間の減少による人員の効率的配置
- 厨房機器類の使用頻度上昇による効率化
- 大量調理用の厨房機器・自動化ラインによる効率化
- 大量購入による購買力の向上
- 完成品の品質安定化[2]

また、レストランなど繁華街に出店する必要がある業種では、高いテナント料を払って厨房施設にスペースを割くよりも、厨房を郊外の工業地域などに置くことにより、デッドスペースを少なくすることができ、または厨房スペースに割かれる敷地面積を客席に割り振ることによって、増客＝収入の増加が見込める。
この施設では、大量の食品を扱うため、その全貌はむしろ工場の様相を呈するが、食品加工工場であるため、食中毒が起きないよう衛生面での管理は厳重である。出荷状態ですでに盛り付け寸前にまで調理が済んでいる食品や、既に盛り付けまで終わっている料理がある。

## セントラルキッチンの導入メリット
ファミリーレストランやハンバーガーチェーン等の外食産業におけるメリットは、上に挙げたような各店舗の省力化であり、また品質の安定化＝サービスの一律化が図りやすい点や、一律化されたサービスにより価格設定の一元化が可能で、また調理に携わる者を減らすことで衛生管理が行いやすい面が挙げられる。
学校給食の場合は昼食のみの調製のために調理施設と人員を保有するよりも、外注化することでそれらの設備維持を配慮しなくても済む点が導入のメリットとして挙げられる。病院給食の場合でも、やはり外部に委託することによる施設投資・人員確保を考えなくて済むメリットがあり、ベッド数の少ない病院でも安定した品質で各症状に対応した病院食を提供できる一方、大病院でも食事の提供に時間を掛けずに済む上に、やはり品質的に安定した病院食を提供できるなどのメリットを生む。
大手チェーン店では、自社独自のセントラルキッチンを用意しているが、学校給食の場合は自治体単位で業者に委託したり、公営の給食センターを設置する事もある。学校側では、大型の容器に入れられて配達された料理を受け取り、児童や生徒が主体となって配膳・消費する。病院食におけるセントラルキッチンでは、複数の病院が地元業者に委託する方式が取られ、病院内の配膳室で患者の状況に合わせて配膳する形態が多い。
日本の学校給食におけるセントラルキッチンは、1980年代より徐々に地方自治体の公立学校コスト低減の一環で受け入れられるようになってきた。
病院給食の場合では、厚生労働省が「院外調理ガイドライン」を制定しており、その中で衛生の面から以下のような要件が挙げられている。
- クックチルまたはクックフリーズ製法を採用すること
- HACCPを導入すること

新調理システムとも呼ばれているクックチルは加熱調理後に急速冷却を行い、約摂氏3度での製造工程と流通を行い、クックフリーズは文字通り調理後の冷凍である。このガイドラインにより1996年に院外での調理が認められ、2005年度には外部委託率が50％を超えるまでに成長している。この急成長の理由には、病院側にて調理していた場合の人件費率が平均で45％程度を示していたのに対し、セントラルキッチンとして病院給食に参入した業者の人件費率は30％程度に押さえられている点が挙げられる。
昨今では、学校給食や病院給食ごとというのではなく、それらを同一施設で集中調理できる総合型のセントラルキッチンが出現している。それらが実現するには、クックチル料理法が一般化してきたためである。

## 設備
外食産業を対象としたセントラルキッチンでは、消費量が一定では無いため、各販売店側で保存しやすいように、一度調理した物をレトルトや冷凍の形で保存に適する状態にまで加工する設備も持っているのが一般的である。
単一の業種を得意先とする場合は少品種の大量生産となる。そのため同一メニューの大量食材を調理するため、鍋も釜も相応に大きくなる。大抵は建物据付の設備となるので、一般の厨房とは全く異なっており、それらは食品加工工場の設備により近い。特にレストランチェーン等の食材をまかなう所では、材料の仕込みからレトルト封入・冷凍までを一連の製造ラインで調理し、その間はほとんど人手を介さない。
例外としてリンガーハットのチャーハンは家庭用炊飯器を一つの工場に60台を回転する形で保有しており、これを実現することでムラの無い炊き上がりを実現している。なお、家庭用冷凍食品と併用である。
複数業種を得意先とする場合では、少品種の大量生産と多品種少量生産の混合となるため、複数生産ラインを保有する形態となることが多い。一般的に、規模によっては大きさの差こそあれ厨房と同じ調理方法の厨房機器類を設備するが、近年はスチームコンベクションオーブンなど大量調理を前提とした厨房機器を多用するようになっている。
また、生産するメニューが変更となる場合に備え、厨房機器類の入れ替えや作業手順の変更・設備レイアウトの変更に対応させやすいよう、電源やガス栓・水道など設備の基幹部分を中央にレイアウトし、各調理設備を接続・取り外して機器類の入れ替えが可能なように調理フロアが工夫されている。また常に衛生的に調理できるよう、床面はいつでも水や洗剤・消毒薬で洗い流せるようになっている。

## 材料
材料は一括仕入れを基本とし、規模によっては契約農場以外の食材を一切使わなかったり、生産履歴のしっかりしている管理の行き届いた仕入先より食材を購入している。特に2003年12月末に牛丼チェーン店を中心に外食産業に影響を与えた米国の狂牛病問題もあって、生産履歴管理は必須条件になっている場合が多い。
大規模な施設になるほどに食材の一括購入は困難となる。これは材料が工業製品とは違って農産物・畜産物・海産物には自然に影響され様々な条件が関わってくるためである。このため数を揃えるために冷凍の食材を利用したり、あるいは予め加工済みの食材を利用する場合もある。このため大量に同じ料理を生産する必要がある場合には、メニューを作成するに際して様々なノウハウが必要とされ、ファミリーレストラン向けのメニューでは1枚肉のステーキだと肉質によって差が出やすいことからハンバーグに置き換える、菜物は収穫できるシーズンや虫が発生し易い時期が栽培地毎に異なるため、このシーズン毎に産地をシフトさせて購入ルートを変える等の工夫も見られる。

## 輸送
調理済みの料理を衛生的に保つため、外食産業セントラルキッチンでは冷蔵車や冷凍車を使って、料理の鮮度を落とさないよう、移動中も厳しく温度管理している。
学校向けのセントラルキッチンでは、消費する時間から逆算して調理を開始し、衛生的な運搬用容器に移し替えたらすぐさま消費地に向けて運搬、その日の内に消費してもらうため、比較的狭い一定地域内でしか料理を提供しない。
病院向けのセントラルキッチンではクックチルが原則のため5日間の賞味期限が認められている。病院内の調理施設はサテライトキッチンとも呼ばれ、そこで冷蔵庫保管されて提供される直前に湯煎や電子レンジ・スチームオーブン・スチームコンベクションオーブンなどで再加熱される。この場合は再過熱するまでの賞味期限が長いことからセントラルキッチンから2～3時間程度の交通圏内までは対応しており、これは概ね都市部一円をカバーする範疇といえる。

## 例外
全国チェーンの飲食店であっても、セルフうどん（讃岐うどん）の『丸亀製麺』（トリドール）のように敢えてセントラルキッチンを持っていないこともある。その場合、製麺の段階から店舗毎で実施されており、天ぷらも全行程を店舗で製造されており、天かすも完全に天ぷらの端材となっている。
小麦粉もトリドールと契約した事業者のものしか店舗に卸せず、うどんの味も全世界全店舗で統一しなければいけないため、トリドール本体に所属する少数の覆面調査員が見回る形式となっている。